# Boghé
Boghé è uno dei quattro comuni del dipartimento di Boghé, situato nella regione di Brakna in Mauritania. Contava 37.531 abitanti nel censimento della popolazione del 2000.